# منتخب بريطانيا العظمى لكرة السلة على الكراسي المتحركة للرجال
منتخب بريطانيا العظمى الوطني لكرة السلة على الكراسي المتحركة للرجال (بالإنجليزية: Great Britain men's national wheelchair basketball team) هو ممثل المملكة المتحدة الرسمي في المنافسات الدولية في كرة السلة على الكراسي المتحركة .